# دير إبراهيم الخليل
دير إبراهيم الخليل هو دير للروم الملكيين الكاثوليك يقع في كشكول جرمان، 8. كم شرق دمشق، سوريا. يحتوي الدير على كنيسة ومركز صحي ومهجع ومختبر كمبيوتر ومنشأة لرعاية الأطفال.

## التاريخ
أسست عائلة العساف الدير في التسعينات. وبدعم من البطريركية في دمشق والعديد من العائلات المسيحية توسع الدير وبدأ بتقديم خدماته المتنوعة مجاناً. بعد الحرب في العراق عام 2003، وتحت قيادة الأخت ملكه أرباخ، خدم الدير عددًا كبيرًا من اللاجئين العراقيين. ويقدم المركز وجبات مجانية ورعاية صحية لآلاف الأشخاص.

## مركز الصحة
المركز الصحي الخيري بالدير هو مركز طبي يضم ثماني عيادات بمختلف التخصصات وصيدلية. يقدم المركز الرعاية الصحية والأدوية مجانًا لعامة الناس بغض النظر عن الدين أو العرق أو الجنسية. 62 طبيباً يتطوعون للتناوب على عيادات المركز الصحي. وقد تلقت الدعم من المفوضية السامية للأمم المتحدة لشؤون اللاجئين ومنظمات أخرى. وبدعمهم تمكن المركز من الحصول على معدات طبية حديثة غير متوفرة في ضواحي دمشق الفقيرة.

## السكن
يحتوي المهجع على 50 غرفة. وهي مخصصة للطلاب وزوار الدير.

## رعاية الأطفال
رعاية الأطفال هي منشأة لرعاية الأطفال تتكون من خمس غرف صفية وثلاث غرف مشتركة وثلاث غرف إدارية. سعة المنشأة تكفي 80 شخصًا تتراوح أعمارهم بين ثلاث وسبع سنوات.